# Abingdon ware
Abingdon ware of Abingdon-aardewerk, is een in Groot-Brittannië gevonden neolithisch (3900-3200 v.Chr.) aardewerktype, in Schotland ook bekend als Rothesay ware. Het is genoemd naar de kringgreppel van Abingdon-on-Thames, ongeveer 15 km ten zuiden van Oxford, en wordt voornamelijk gevonden in de bovenste Theems-vallei en centrale delen van Engeland. 
Het aardewerk is typerend gemagerd met schelpengruis. Het heeft ronde bodems en overhangende, hoekige of T-vormige randen. De versiering bestaat uit stempelpatronen en ingesneden lijnen. De bovenkant van de gladgstreken rand is vaak versierd met schuine evenwijdige rijen kamstreken. Het gevonden aardewerk is erg broos, mogelijk veroorzaakt door latere verweringsprocessen.